# Тјелинце
Тјелинце (слч. Telince) насељено је мјесто са административним статусом сеоске општине (слч. obec) у округу Њитра, у Њитранском крају, Словачка Република.

## Становништво
| Година:    | 1994. | 2004.    | 2014.    | 2024.    |
| ---------- | ----- | -------- | -------- | -------- |
| Број људи: | 280   | 319      | 396      | 437      |
| Разлика:   |       | +13,92 % | +24,13 % | +10,35 % |

| Година:    | 2023. | 2024.   |
| ---------- | ----- | ------- |
| Број људи: | 434   | 437     |
| Разлика:   |       | +0,69 % |

Према подацима о броју становника из 2011. године насеље је имало 381 становника.